# Pan Feihong
Pan Feihong (潘飞鸿S, Pān FēihóngP; Rui'an, 17 luglio 1989) è una canottiera cinese.

## Palmarès
- Olimpiadi

Rio de Janeiro 2016: bronzo nel 2 di coppia pesi leggeri.